# Ross (kráter na Měsíci)
Nezaměňovat s měsíčním kráterem podobného názvu – Rosse.

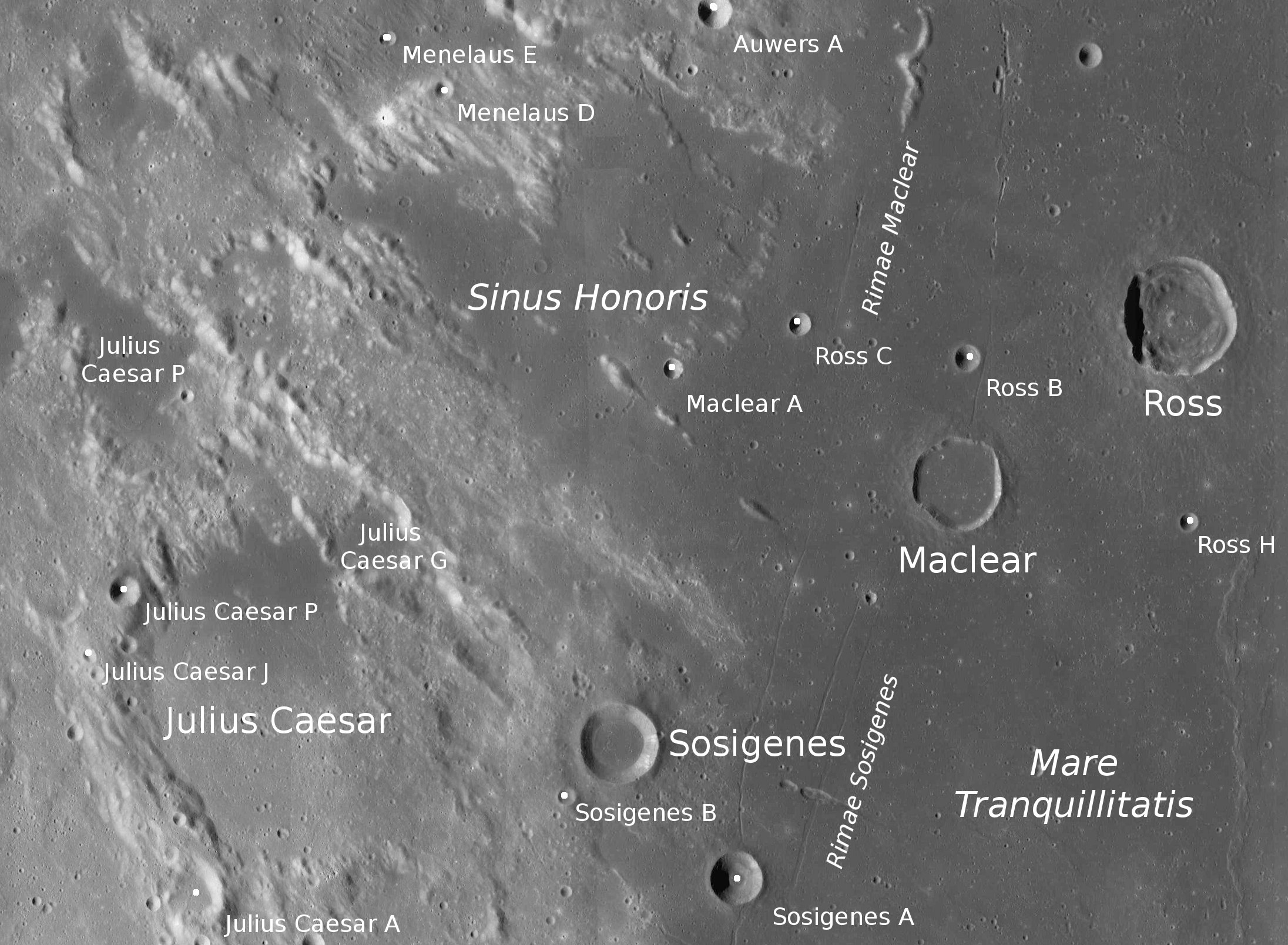
Poloha kráteru Ross.

Ross je měsíční kráter nacházející se východně od Sinus Honoris (Záliv cti) na severozápadním okraji Mare Tranquillitatis (Moře klidu) na přivrácené straně Měsíce. Má průměr 26 km a je hluboký 1,8 km, pojmenován byl podle britského námořního důstojníka a polárníka Jamese Clarka Rosse a amerického astronoma a fyzika Franka Elmore Rosse.
Severo-severovýchodně leží větší výrazný kráter Plinius, jihozápadně kráter Maclear.

## Satelitní krátery
V okolí kráteru se nachází několik menších kráterů. Ty byly označeny podle zavedených zvyklostí jménem hlavního kráteru a velkým písmenem abecedy.
| Ross | Sel. šířka | Sel. délka | Průměr |
| ---- | ---------- | ---------- | ------ |
| B    | 11.4° S    | 20.2° V    | 6 km   |
| C    | 11.7° S    | 19.0° V    | 5 km   |
| D    | 12.6° S    | 23.3° V    | 9 km   |
| E    | 11.1° S    | 23.4° V    | 4 km   |
| F    | 10.9° S    | 24.2° V    | 5 km   |
| G    | 10.7° S    | 24.9° V    | 5 km   |
| H    | 10.2° S    | 21.8° V    | 5 km   |